# Nhiêu Tâm
Nhiêu Tâm (1840-1911) tên thật là Đỗ Như Tâm, hiệu Như Tâm, Minh Tâm, biệt hiệu là Minh Giám, là một nhà thơ thời thực dân Pháp chiếm đóng Nam Bộ, Việt Nam.

## Tiểu sử
Nhiêu Tâm vì có chân trong nhiêu học (học trò giỏi, được hưởng học bổng của nhà nước phong kiến), nên được mọi người gọi bằng cái tên như thế. Tuy nhiên, ông thi mãi vẫn không đỗ.
Về nguyên quán, có người bảo ông là dân Nam Bộ, lưu lạc tới Vĩnh Long từ nhỏ; có người lại cho rằng ông là người miền Trung di cư vào Nam.
Khi đến làng Sơn Đông (xã Thanh Đức, huyện Long Hồ, tỉnh Vĩnh Long), Nhiêu Tâm dạy chữ Hán và làm nghề bốc thuốc. Buổi đầu, ông cư ngụ tại nhà học trò tên Trần Văn Kỷ. Mấy năm sau ông Kỷ mất, Nhiêu Tâm dời sang nhà một học trò khác là Trần Minh Chuẩn và ở đấy cho đến hết đời.
Người dân làng Sơn Đông còn nhớ nhà thơ Nhiêu Tâm có vóc dáng hơi cao gầy, đôi mắt bị lòa nên đi đâu cũng phải chống gậy. Và khi ông mất (1911), không thấy vợ con hay thân nhân đến, chỉ có học trò chịu tang và bạn thơ đến viếng. Mộ ông nằm giữa cánh đồng, thuộc làng Sơn Đông, xã Thanh Đức.

## Khuynh hướng thơ
Nhiêu Tâm khá có tiếng trong làng thơ trào phúng đầu thế kỷ 20. Thơ ông phần nhiều là thất ngôn bát cú. Đấy là một hồn thơ luôn ray rứt trước những vấn đề thế sự thời ông sống và là những cảnh, tình của những con người bình thường, gần gũi hàng ngày; với giọng thơ khi thì hóm hỉnh, giễu cợt rất tự nhiên, khi thì giàu lòng trắc ẩn, tình nghĩa. Thơ Nhiêu Tâm có hai khuynh hướng chính:
- Khuynh hướng trữ tình:

Những bài thơ theo thể loại này, như: Vợ tiễn chồng, Khóc bạn, Cựu nghĩa trùng phùng...Và ray rứt trước những vấn đề thế sự như trong bài:
...Xưa còn gió ngõ lai cờ đế
Nay hết nhân rường bủa lưới vương
Sáu tỉnh xô bồ cơn gió bụi
Vĩnh Long phong tục giữ như thường
(Cảm tác)
- Khuynh hướng trào phúng:

Kế thừa chất giọng thơ trào phúng của các thế hệ đi trước như Nguyễn Đình Chiểu, Bùi Hữu Nghĩa, Phan Văn Trị và người cùng thời là Học Lạc, cộng với kinh nghiệm sử dụng ngôn ngữ Nam Bộ, Nhiêu Tâm đã sử dụng khá thành thạo các vần "nôm na", khai thác thi tứ, cảm hứng của ca dao nên tác phẩm vừa trào lộng lại vừa thương cảm, nhất là khi viết về các đề tài của giới bình dân.
Những bài thơ tiêu biểu, như: Nói con chị cưới con em, Vợ chệt khóc chồng chết đuối, Hóm hỉnh vịnh Kiều, Ghẹo gái bán cau...
Ngoài ra, những áng thơ về các thể loại vịnh sử, vịnh cảnh của ông cũng đều có tiếng.
Trước năm 1975, nhà xuất bản Tân Việt (Sài Gòn) đã tập hợp một số bài thơ tiêu biểu của Nhiêu Tâm in chung với Học Lạc, được nhiều người chú ý và mến mộ. Các nhà nghiên cứu văn học còn sưu tầm được một bài phú 204 câu có tựa đề là "Bần Phú Luận" và một số câu đối của Nhiêu Tâm.

## Đánh giá
Nhiêu Tâm là nhà thơ trữ tình, trào phúng nổi tiếng vào cuối thế kỷ 19-đầu thế kỷ 20 ở Nam Bộ. Văn phong nhà thơ Nhiêu Tâm mang bản sắc dân tộc, thời đại và đã góp vào nền thi ca châm biếm miền Nam một tiếng cười, bằng ngôn ngữ giản dị và mang chút xót xa của sĩ phu bất đắc chí. Mảng thơ trào lộng của nhà thơ Nhiêu Tâm, đã gây ra nhiều tranh luận và giai thoại thú vị, được nhiều người truyền tụng. Ngoài tài thơ, ông sống nghèo túng và thanh bạch. Ông là người quý trọng tình nghĩa, yêu thương đồng bào .

## Tưởng nhớ
Ngày 20 tháng 12 năm 2000, ngành chức năng ra quyết định công nhận ngôi mộ nhà thơ Nhiêu Tâm là di tích lịch sử văn hóa cấp tỉnh. Đến năm 2002, nhà nước đầu tư kinh phí trùng tu ngôi mộ và làm đường dẫn đến ngôi mộ để khách gần xa đến viếng. Tên ông cũng được chọn đặt cho một con đường tại Vĩnh Long và Thành phố Hồ Chí Minh.

## Thơ Nhiêu Tâm
Giới thiệu hai bài thơ tiêu biểu:
| Hóm hỉnh Vịnh Kiều Sắc tài có một đỉnh đình đinh, Khắp cả dân gian tiếng nổi phình. Duyên chị mà em theo lẻo đẽo, Nợ chàng rồi thiếp sạch sành sanh. Ra đi đầu đội muôn phần hiếu, Trở lại vai mang một chữ tình. Mười mấy năm trời nhơ rửa sạch, Khúc đờn nhàn gảy tịch tình tinh. | Ghẹo gái bán cau Hỡi cau ai bán, tiếng nghe rao? Tốt vóc, mà trong biết thế nào? Giấu ở trong buồng e đóng đục, Bày ra trước mặt thấy ngon dao! Quyết mua nên phải coi từ vú, Có bán thì cho thử cái nào! Chuốt ngót của mình ai dám chắc, Biết lòng biết ruột xỉa tiền trao! |